# Villers-sous-Saint-Leu
Villers-sous-Saint-Leu là một xã thuộc tỉnh Oise trong vùng Hauts-de-France phía bắc nước Pháp. Xã này nằm ở khu vực có độ cao trung bình 45 mét trên mực nước biển.